# Шао Кан
Шао Кан (англ. Shao Kahn) — персонаж серії відеоігор Mortal Kombat. Головний бос у всіх частинах Mortal Kombat.

## Опис
Шао Кан — один з головних негативних персонажів серії ігор Mortal Kombat, імператор Зовнішнього Світу. Має схожість у багатьох відношеннях з азійськими полководцями часів Середньовіччя (шолом і одяг), уособлює зло в багатьох проявах. Кан відомий своєю силою бога, крайньою жорстокістю і брутальністю як щодо своїх ворогів, так і щодо союзників, але вище простого полководця йому вдалося піднятися виключно через свої інтелектуальні здібности і знання в галузі чорної магії. Подібно своєму слузі Шан Цзун Кан здатний поглинати душі живих істот. Сильними сторонами Шао Кана є його величезна сила волі на шляху до досягнення своїх цілей і здатність до організації, слабкими — його зарозумілість і самовпевненість.

## Спеціальні прийоми і добивання
- Light Arrow — Шао Кан встає на коліно і метає в супротивника довгу стрілу-спис, що світиться. (MKII, MK (2011))
- Charging Spikes — Шао Кан таранить плечем противника, залишаючи позаду себе яскравий слід, схожий на слід в ударах Джонні Кейджа Shadow Kick і Shadow Uppercut. (MKII, MK3, UMK3, MKT, MK: D, MK: U, MK: SM, MK: A)
- Wrath Hammer Attack — Шао Кан дістає молот і б'є ним супротивника по голові. Починаючи з  MK: Deception  «Молот Гніву» став одним з бойових стилів Шао Кана внаслідок чого відпадала потреба робити з нього окремий спецприйоми. (MK3,  UMK3,  MKT)
- Explosive Blast — Шао Кан випускає з рота плазмову зелену кулю, фаєрбол. (MK3, UMK3, MKT, MK: D, MK: U, MK: SM) Таку ж кулю, але меншого розміру він випускає з рук. (MK: A )
- Uplifting Knee — Шао Кан робить випад, настрибує на противника з виставленим вгору коліном, залишаючи позаду такий самий слід, що і в прийомі Charging Spikes. (MK3, UMK3, MKT, MK: D, MK: U, MK: SM, MK: A)
- Ridicule (Висміювання) — Шао Кан часто насміхається, принижує і дражнить своїх супротивників образами, насмішками або просто сміхом. Прийом став візитною карткою Шао Кана, зробивши його одним з найбільш пам'ятних босів в історії файтинг-ігор. У MK: Deception він дозволяє Шао Кану відновлювати незначну кількість здоров'я, з можливістю використання до трьох разів за раунд. (MKII, MK3, UMK3, MKT, MK: D, MK: U, MK: SM, MK: A)
- Grab and Punch- Однією рукою Шао Кан підіймає супротивника за горло, іншою завдає удару в голову, відкидаючи того на відстань. У MK: Deception цей прийом є простим кидком і, якщо він проводиться поблизу смертельних пасток, автоматично відправляє в них противника. (MKT, MK: D, MK: U, MK: A)
- Emperor's Shield (Щит імператора): Шао Кан виконує прийом на зразок аперкоту, який утворює бар'єр на частку секунди, який не тільки відбиває метальні атаки, але і здатний завдати пошкодження, якщо проводиться в безпосередній близькості від противника. (MK: D, MK: U, MK: A)

### Фаталіті
- Human Nail — Шао Кан забиває противника молотом в підлогу, потім, коли той опиняється наполовину в землі, сміється і завершує прийом ударом молота об його голову, розриваючи тіло на шматки. У MK: Deception цей прийом видозмінений, Шао Кан завершує його ударом з розмаху, від чого голова супротивника розлітається на шматки. (Mortal Kombat Trilogy на Nintendo 64, (MK: D))
- Home Run — спортивний термін, який використовується в бейсболі. Означає результативний удар, при якому м'яч перелітає через все ігрове поле. Шао Кан відправляє супротивника аперкотом високо в повітря, і потім розбиває молотом на куски, коли той падає. (MK: D)
- Double Down — Шао Кан пробиває руками тіло супротивника наскрізь і розриває його на дві частини. (MK (2011))